# モバイルテック
モバイルテック株式会社は、かつて存在したソフトバンクグループの完全子会社（中間持株会社）。ソフトバンクの直接の親会社であった中間持株会社BBモバイルの全株を所有していた。自社での事業は行っていなかった。
2015年12月1日に、子会社であるBBモバイルと共に、ソフトバンクグループに吸収合併され解散。